# Тройнат

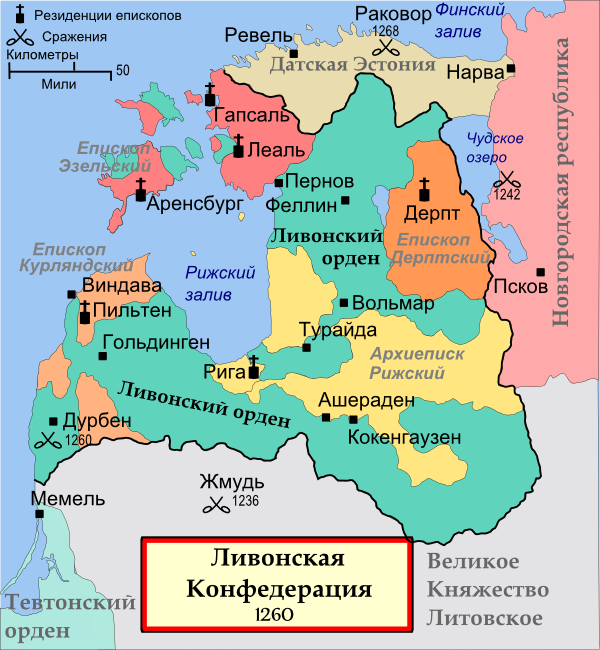
Землі Лівонського ордену на 1260 р.

Тройнат (лит. Treniota — Тряньота, біл. Транята, пол. Treniota; бл. 1210 — 1264) — один з князів Жемайтійських (?—1264), Великий князь Литовський (1263—1264). 
Вперше згадується в «Ліфляндській римованій хроніці» у зв'язку з подіями 1260—1261 років, коли жемайти повстали проти хрестоносців і після перемоги біля озера Дурбе відправили послів до князів Тройната і Міндовга з пропозицією приєднатися до них.
У 1263 зайняв великокнязівський стіл після вдалого заколоту і вбивства рідного дядька, литовського короля Міндовга. Проте, невдовзі, сам був вбитий прихильниками попередника.

## Походження
Достеменно відомо, що Тройнат був племінником (сином сестри) литовського короля Міндовга. Стосовно імені батька одностайності істориків немає. Згідно з Хронікою литовською і жемайтіською, Тройнат був сином Скирмунта і мав братів Любарта та Писимонта. Володимир Антонович називає батька Тройната «одним з володарів Жмуді». Ймовірно, по смерті батька, Тройнат успадкував його землі і став одним з князів жемайтських (?—1264).

## Наступ хрестоносців на Жемайтію (1253—1260). Перелом у війні (1260—1261)
За договором 1253, литовський князь Міндовг отримав титул короля, але віддав частину Жемайтії Лівонському ордену. Втім, жемайти не скорилися: у 1255 рада жемайтійських князів обрала своїм лідером князя Альмінаса, який розпочав енергійну боротьбу проти хрестоносців. В той час, як Міндовг прийняв християнство (1251) і визнав зверхність Папи Римського, жемайтіські князі міцно трималися своїх традицій язичництва. Білоруський кандидат наук В'ячеслав Носевич та деякі інші історики вважають, що до 1261 року Тройнат правив у Жемайтії як намісник Міндовга.
В 1259, після спустошення Литви монголами, Міндовг вимушено відмовився від прав на всю Жемайтію на користь хрестоносців. Однак, жемайти підняли повстання і завдали хрестоносцям дві важких поразки: при Скуодасі (1259) і біля озера Дурбе (1260). Після цього, саме Тройнат, як один з найближчих радників короля, вмовив Міндовга розірвати союз з Римом, зректися християнства та поновити війну з хрестоносцями. Міндовг підтримав повстання і за допомогою литовців жемайти і курші звільнилися від влади лівонських лицарів (1261).
Важка поразка дуже послабила Тевтонський орден, що спричинило численні повстання підкорених прибалтійських народів, в першу чергу, прусів. Завдяки цим перемогам було зупинено просування німецьких лицарів на 20 років, що дало змогу зміцнитися Литовській державі.

## Виноски
1. ↑  https://www.vle.lt/straipsnis/treniota/
2. 1 2  Насевіч В. Л. Транята// Энцыклапедыя гісторыі Беларусі: У 6 т. — Т. 6. — Кн. 1. — Мінск, 2001. — С. 518
3. ↑  Хроника Литовская и Жмойсткая // Полное собрание русских летописей. — Т.32. Хроники: Литовская и Жмойтская, и Быховца / Под ред. Н. Н. Улащика. — М., Наука. 1968.
4. ↑  Антонович В. Б. Очерк истории Великого княжества Литовского до смерти великого князя Ольгерда // Моя сповідь: Вибрані історичні та публіцистичні твори / Упор. О. Тодійчук, В, Ульяновський. Вст. ст. та коментарі В. Ульяновського. — К.: Либідь, 1995. — 816 с. — С. 648—649.
5. ↑  The Crusades: An Encyclopedia, 2006, page 643, «Mindaugas».

### Довідники
- Жмудь // Энциклопедический словарь : в 86 т. (82 т. и 4 доп.). — СПб. : Ф. А. Брокгауз, И. А. Ефрон, 1890—1907. (рос.) (рос.)
- Mindaugas (d. 1263). — Alan V. Murray. The Crusades: An Encyclopedia. — ABC-CLIO, 2006. — 1314 с. — ISBN 978-1576078624. (англ.)

### Історичні джерела
- Старшая Ливонская рифмованная хроника / перевод с нем. и комментарии — Игнатьев А. — 2016—2019. — Т. 1. Книга 7. (рос.)
- Полное собрание русских летописей. Т.32. Хроніка литовська та жмойтська / Ред. Миколи Улащика. — М. : Наука, 1968.

### Книги
- Гудавичюс Э. Том I: С древнейших времен до 1569 года // История Литвы. Том I. — М : Фонд имени И. Д.Сытина, BALTRUS, 2005. — Т. 1. — 680 с. — ISBN 5-94953-029-2. (рос.)
- Жарких Микола. Дві традиції літописання Великого князівства Литовського. — Київ, 2016. — 467 с.
- Володимир Антонович. Очерк истории Великого княжества Литовского до смерти великого князя Ольгерда // Моя сповідь: Вибрані історичні та публіцистичні твори / Упор. О. Тодійчук, В, Ульяновський. Вст. ст. та коментарі В. Ульяновського. — К. : Либідь, 1995. — С. 648—649. (рос.)

| Попередник Міндовг |  | Великий князь Литовський 1263-1264 |  | Наступник Войшелк |